# MONOGRAM GraphStudio
MONOGRAM GraphStudio is een opensourceimplementatie van het programma GraphEdit. Het is voornamelijk bedoeld voor ontwikkelaars die werken met de DirectShowtechnologie. Het werd ontwikkeld omdat GraphEdit, dat altijd al deel uitmaakte van DirectXSDK en PlatformSDK, niet meer ontwikkeld werd.

## Functies
Boven op de functies van GraphEdit biedt GraphStudio ook nog:
- Lijst van recent gebruikte bestanden
- Snelkoppelingen om veel gebruikte filters toe te voegen
- Gebeurtenissenvenster
- Tekstrapporten genereren met vele details
- Screenshots kopiëren naar het klembord
- Gedetailleerde informatie over multimediabestanden en geassocieerde formaatstructuren
- Aanpasbare gebeurtenissenplanner
- Interne dump filter
- Favoriete filters ingedeeld in categorieën